# Agencia VII

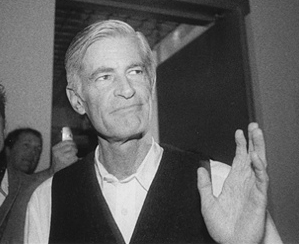
James Nachtwey

La Agencia VII(VII Photo Agency), es una cooperativa internacional de fotógrafos, con oficinas en Nueva York, París y Los Ángeles. Este colectivo de 11 fotoperiodistas fue fundado en Perpiñán (Francia) el 9 de septiembre de 2001 por Alexandra Boulat, Ron Haviv, Gary Knight, Antonin Kratochvil, Christopher Morris, James Nachtwey, y John Stanmeyer. 
A estos siete miembros fundadores se les añadieron después Lauren Greenfield en 2002, Joachim Ladefoged en 2004, Eugene Richards en 2006, y Marcus Bleasdale y Franco Pagetti en noviembre de 2007. Alexandra Boulat murió el 5 de octubre de 2007. Frank Evers es el Director Gerente desde enero de 2005.